# Jelena Iljinyicsna Podkaminszkaja
Jelena Iljinyicsna Podkaminszkaja (oroszul: Елена Ильинична Подкаминская) (Moszkva, 1979. április 10. –) orosz színésznő.

## Életrajz
1979. április 10-én született Moszkvában, zenész családban. Édesapja, Ilja Mihajlovics Podkamniszkij alapította meg a Raduga Művészeti Stúdiót Scserbinkán, ma a moszkvai Troicki kormányzati körzetben található Rogovszkoje település adminisztrációjának a vezetője. Édesanyja, Szvetlana a Raduga elemi zenei stúdiót vezeti és tagja a Scserbinszkij városi tanácsnak.
2001-ben a Borisz Scsukin Színházi Intézetben végzett. 2000 óta a Szatíra Színház társulatában van.
A Poirot kudarca című filmben debütált Ursula Bourne szerepében. A filmet Szergej Urszuljak rendezte.
2012 óta a nézők az Igen, Séf című sorozatból ismerhetik, ahol Viktória Szergejevnát alakította.
2013 júniusában megjelent a Maxim férfimagazin címlapján.
2013. november 30-án ő lett az orosz Dancing with the Stars győztese Andrej Karpov táncossal.
2014. szeptember 6. és december 28. között Pjotr Csernisev műkorcsolyázóval együtt részt vett a Rosszija-1 Jégkorszak-5 című műsorában. Elnyerték a közönségdíjat.

## Magánélet
Az első férje (2009-2015) Alekszander Platiseva üzletember. Tőle egy lánya született 2010. december 1-jén, Polina.
A második férje (2017 óta) Denis Gushchin. Tőle egy lánya 2017. augusztus 3-án, Éva és egy fia 2020. február 21-én, Alexander született.

## Filmek
Неудача Пуаро (2002) - Miss Ursula Bourne
Джокеръ (2002) - Lidocska
Кодекс чести 2 (2003) - Inna
Ландыш серебристый  (2004) - Ira
Адъютанты любви (2005) - Pauline Bonaparte francia hercegnő
Андерсен. Жизнь без любви (2006) - Doroteja Melhior
Сиделка (2007) - Szveta
Защита против (2007) - Jelena Bakova
Ночные сёстры  (2007) - Marina
Важнее, чем любовь (2007) - Lida
Несколько простых желаний (2007) - Éva
Дважды в одну реку (2008) - Szveta
Украсть у… (2008) - Léna
Я вернусь (2008) - Zoja Rasztopcsina, Muszi nővére
Петровка, 38. Команда Семёнова (2008) - Nina Zatajeva
Человек без пистолета (2008) - Maja
Братья Карамазовы (2009) - Agafja Ivanovna
Тайная стража (2009) - Vetrova
Августейший посол (2009)
В сторону от войны (2009) - Mása
Прогон (2009)
Буду помнить (2010) - Léna
О чём говорят мужчины (2010) - Nastya
Обратный билет (2011) - Mása
Igen, Séf (2012-2016) - Viktória Szergejevna
Только о любви  (2012) - Kátya
Умельцы (2013) - Alina
Всё будет хорошо (2013) - Zsanna
Igen, séf! – Irány Párizs! (2014) - Viktória Szergejevna
Без следа (2014) - Kátya
Любовь напрокат (2014) - Alyona
Метод Фрейда 2 (2014) - Jelena Polonszkaja
Судьба по имени «Фарман» (2015) - Olga
Научи меня жить (2016) - Kátya
Спящие (2017) - Polina
Дневник новой русской (2018) - Nadja
Варавва (2018) 
Другие (2018) - Valja
ИП Пирогова (2018-2021) - Vera Pirogova
Мы (2020) - I-330
Волк (2020) - Anasztaszija Vladimirovna Pemrova
Жена олигарха (2021) - Albina Barvasina

### Telejátékok
Хомо Эректус (2012) - Xi
Роковое влечение (2016)

## Fordítás
Ez a szócikk részben vagy egészben  a(z)   Подкаминская, Елена Ильинична című orosz Wikipédia-szócikk fordításán alapul.  Az eredeti cikk szerkesztőit annak laptörténete sorolja fel. Ez a jelzés csupán a megfogalmazás eredetét és a szerzői jogokat jelzi, nem szolgál a cikkben szereplő információk forrásmegjelöléseként.